# Kovács György-díj
A Kovács György-díjat az Erdélyi Magyar Közművelődési Egyesület 1992-ben alapította színészek és előadóművészek számára.

## A díj
A Kovács György-díjat kiemelkedő teljesítményt elérő színészek, vagy szakmailag is nagy jelentőségű évfordulóhoz érkező előadóművészek érdemelhetik ki. A díj névadója Kovács György (1910–1977) színész, rendező, főiskolai tanár, az erdélyi színjátszásnak a realista hagyományokra, a szép beszéd kultuszára alapozó, stílusteremtő, kiemelkedő művésze.

## Díjazottak
- 2019: Bandi András Zsolt(wd) színművész
- 2018: Szűcs Ervin(wd)[2]
- 2016: Galló Ernő
- 2015: László Csaba(wd) színész
- 2014: Barabás Árpád(wd)
- 2013: Pálffy Tibor
- 2012: Bányai Kelemen Barna
- 2011: Veress Albert(wd)
- 2010: Csíky András
- 2009: Mátray László[3]
- 2008: Balázs Attila
- 2007-ben nem adták ki a díjat
- 2006: Rappert-Vencz Gábor
- 2005: Dobos Imre
- 2004-ben nem adták ki a díjat
- 2003: Fülöp Zoltán
- 2002: Hatházi András
- 2001: Györffy András
- 2000: Szélyes Ferenc
- 1999: Bogdán Zsolt
- 1998: Ács Alajos
- 1997: Márton János
- 1996: Hunyadi László
- 1995: Czintos József
- 1994: Nagy Dezső[4]
- 1993: Bíró József[5]
- 1992: Lohinszky Loránd[6]